# Морозенко Євгеній Вадимович
Морозенко Євгеній Вадимович (нар. 19 листопада, м. Дніпро) — український державний і громадський діяч, народний депутат України VII скликання, лауреат Державної премії України в галузі науки і техніки, голова Ради директорів ПАТ «Дніпропетровський агрегатний завод» (ДАЗ).

## Біографія
Народився Морозенко Євгеній Вадимович 19 листопада 1958 року в місті Дніпропетровську (нині — Дніпро).

### Освіта
У 1975 році закінчив Дніпропетровську середню школу № 42.

У 1980 році одержав освіту в Дніпропетровському металургійному інституті (нині — НМетАУ), енерго-механічний факультет за фахом інженер-механік.

### Трудова біографія
- 1980-1981 рр. — токар-розточувальник цеху приладів та оснащення «ДАЗ».
- 1981-1982 рр. — майстер цеху приладів та оснащення «ДАЗ».
- 1982-1986 рр. — аспірант Дніпропетровського металургійного інституту.
- 1986 р. — інженер-технолог II категорії цеху приладів та оснащення «ДАЗ».
- 1986-1989 рр. — старший майстер цеху приладів та оснащення «ДАЗ».
- 1989-1993 рр. — начальник цеху різальних інструментів ПТ «ДАЗ».
- 1993-1997 рр. — перший заступник головного інженера ПТ «ДАЗ».
- 1997 р. — призначений головою правління ВАТ «ДАЗ».
- 1998 р. — обраний головою правління ВАТ «ДАЗ».
- 2001 р. — обраний генеральним директором — головою правління ВАТ «ДАЗ».
- 2004 р. — знову обраний генеральним директором — головою правління ВАТ «ДАЗ».
- 2007 р. — переведений головою правління ВАТ «ДАЗ».
- 2012 р. — звільнений у зв'язку з переведенням до центрального апарату Верховної Ради України.
- 2012 р. — народний депутат України.
- 2014 р. — склав депутатські повноваження.[1]

### «Дніпропетровський агрегатний завод»
Посаду голови правління АТ "ДАЗ" Євгеній Морозенко обійняв, коли підприємство було у боргах, а робітникам не платилися зарплати. Вивів завод з кризи шляхом складних бартерних операцій і впровадження заводських грошей — товарних чеків. Були налагоджені нові схеми закупівлі сировини і збуту продукції, притягнені кредити і закуплено нове обладнення. Довелося багато працювати, щоб оптимізувати і удосконалити виробництво.

Сьогодні Агрегатний завод — одне з передових підприємств Дніпропетровська. На заводі створена власна освітня програма — укладені договори з найкращими профільними ВНЗ України, на базових кафедрах молоді люди вчаться за заводською програмою. Завод навчає цілі групи і бере участь в складанні іспитів. Плата за навчання, гуртожиток, стипендій — усі ці витрати підприємство бере на себе. Через таку систему пройшли 60 керівників, у тому числі головний конструктор, головний технолог, начальники цехів.

На Агрегатному заводі є власна медсанчастина, введений Соціальний пакет.

## Нагороди, звання
- Заслужений працівник промисловості України (Указ президента України № 875/2002 про нагородження працівників акціонерного товариства «Дніпропетровський агрегатний завод»).
- Орден «За заслуги» III ступеня.
- Лауреат Державної премії України в галузі науки і техніки за наукове обґрунтування, створення і освоєння серійного виробництва високопродуктивних вуглевидобувних комплексів нового покоління (Указ Президента України № 979/2009 від 30 листопада 2009 року «Про присудження Державних премій України в галузі науки і техніки 2009 року»).

## Спорт
Займався багатьма видами спорту, але серйозним захопленням став бокс. З 16 до 23 років активно тренувався і виступав на рингу, але після чергової травми від боксу довелося відмовитися. Зайнявся волейболом, бере участь і зараз.

## Захоплення
Рибальство, полювання, читання. Улюблений жанр — фантастика.

## Сім'я
- Дружина — Морозенко Олена Петрівна, кандидат технічних наук, доктор філософії, завідувачка кафедри графіки і накреслювальної геометрії Національної металургійної академії України (НМетАУ).
- Син — Морозенко Роман Євгенович. Заступник голови правління — директор з розвитку, розробляє нові напрями діяльності АТ «Дніпропетровський Агрегатний завод».

### Батьки
- Батько — Морозенко Вадим Никифорович, родом з Апостоловського району, педагог, декан енерго-механічного факультету Дніпропетровського металургійного інституту (нині — НМетАУ) в 1973—1998 рр., завідувач кафедри технології машинобудування в 1974—1997, доктор технічних наук, професор, член Нью-Йоркської академії наук.
- Мати — Морозенко Аліна Григоріївна, родом з Дніпропетровська, інженер-технолог на Дніпропетровському агрегатному заводі.

## Діяльність в Дніпропетровській міськраді
З 2006 по 2012 рр. — депутат Дніпропетровської міськради двох скликань, голова комісії міської ради з питань соціально-економічного розвитку, бюджету і фінансів.

### Проєкти в міськраді
1. Розробка бюджетування роботи комунальних підприємств, згідно з яким спочатку затверджується фінансовий план на майбутній період, потім приноситься звіт. Ведеться статистика по кожному підприємству. Можна простежити, скільки підприємство витрачає на оплату електроенергії впродовж року, динаміку заробітної плати і інше.
2. Положення про пайову участь забудовників, в якому замість вартості кошторису введено поняття вартості квадратного метра по категоріям будівництва. Завдяки нововведенню доходи міського бюджету збільшилися на 78 мільйонів гривень, стала розвиватися програма будівництва соціального житла.
3. Положення про знищення карантинних рослин громадськими організаціями або підприємствами на конкурсній основі.
4. Нова система боротьби з наявністю бездомних тварин на основі соціального замовлення за участю ветеринарних установ і громадських організацій.
5. Програма ремонту внутрішньоквартальних доріг, що дозволила збільшити фінансування цих робіт майже в 9 разів.
6. Проєкт капітального ремонту Набережної Заводської (ділянка від Річпорту до ж/м Червоний Камінь).

## Діяльність у Верховній раді
З 2012 р. — Народний депутат України по 28-у виборчому округу.
- Секретар Комітету Верховної Ради України у справах пенсіонерів, ветеранів і інвалідів.
- Член групи з міжпарламентських зв'язків з Грузією
- Член групи з міжпарламентських зв'язків з Іспанією
- Член групи з міжпарламентських зв'язків з Литвою
- Член групи з міжпарламентських зв'язків з Ізраїлем
- Член групи з міжпарламентських зв'язків з Чехією
- Член групи з міжпарламентських зв'язків з Італією
- Член групи з міжпарламентських зв'язків з Естонією
- Член групи з міжпарламентських зв'язків з Німеччиною
- Член групи з міжпарламентських зв'язків з Великою Британією
- Член групи з міжпарламентських зв'язків з Францією
- Член групи з міжпарламентських зв'язків з Польщею

### Законодавчі ініціативи
- Внесені законопроєкти:

1. Про внесення змін до деяких законів України щодо створення і використання корпоративних амортизаційних депозитних рахунків житлових будинків.
2. Про внесення змін до Податкового кодексу України (щодо підвищення ставок акцизного податку на пиво).
3. Про внесення змін до Бюджетного кодексу України (щодо спрямування доходів від підвищення ставок акцизного податку на пиво на фінансування заходів охорони здоров'я та Національної дитячої спеціалізованої лікарні «Охматдит»).
4. Про внесення змін до Закону України «Про Державний бюджет України на 2013 рік» (щодо спрямування доходів від підвищення акцизного податку на пиво на будівництво сучасного лікувально-діагностичного комплексу Національної дитячої спеціалізованої лікарні «Охматдит»).
5. Про внесення змін до розділу XII Податкового кодексу України щодо запровадження місцевого збору на розвиток об'єктів дитячої інфраструктури.
6. Про внесення змін до деяких законів України щодо забезпечення виконання державних зобов'язань перед інвалідами України.
7. Про внесення змін до статті 51 Регламенту Верховної Ради України (щодо посилення дисципліни на пленарних засіданнях Верховної Ради України).
8. Про внесення змін до Закону України «Про загальнообов'язкове державне пенсійне страхування» щодо виплати пенсії у разі виїзду на постійне місце проживання за кордон.

## Громадська діяльність
- Голова громадської організації «Відродження Дніпра», яка займається підтримкою рибальства в Дніпропетровській області.
- Президент Федерації волейболу Дніпропетровської області.
- Президент ФК «Дніпро».